# Earth Moving
Earth Moving es un álbum de estudio del multiinstrumentista, compositor y productor inglés Mike Oldfield. Fue producido por Mike Oldfield y Daniel Lazerus y publicado por Virgin Records en 1989. El álbum, que cuenta con un sonido pop y comercial, llegó al puesto 30 en las listas de Gran Bretaña.

## Canciones
Todas las canciones compuestas por Mike Oldfield:
1. "Holy" - 4:37.
2. "Hostage" - 4:09.
3. "Far Country" - 4:25.
4. "Innocent" - 3:30.
5. "Runaway Son" - 4:05.
6. "See The Light" - 3:59.
7. "Earth Moving" - 4:03.
8. "Blue Night" - 3:47.
9. "Nothing But"/"Bridge to Paradise" - 8:40.

## Músicos
- Mike Oldfield: Bajo, guitarra, teclados, percusión, programación y voces.
- Daniel Lazerus: Clarinete, clavinete, armonía, armónica, arpa, pandereta y coros.
- Adrian Belew: Guitarra y voz líder en "Holy".
- Bobby Valentino: Violín.
- Nikkie "B" Bentley: Voz líder en "Earth Moving".
- Anita Hegerland: Voz líder en "Innocent".
- Carol Kenyon: Voz líder en "Nothing But".
- Phil Spalding: Bajo y coro.
- Maggie Reilly: Voz líder en "Blue Night" y coros.
- Raphael "Raf" Ravenscroft: Saxofón.
- Jackie Challenor, Carl Wayne, Lance Ellington, Paul Lee, Sonia Jones Morgan y Keith Murrelly: Coros.
- Roddy Lorimer, Simon Clarke y Simon Gardner: Sesión de bronces.
- Chris Thompson: Voz líder en "Runaway Son" y "See The Light".
- Mark Williamson: Voz líder en "Far Country".
- Max Bacon: Voz líder en "Bridge to Paradise".

## Otras lecturas
- Álbum "Earth Moving", por Mike Oldfield, Virgin Records, 1989.
- Libro "Changeling: The Autobiography", por Mike Oldfield, "Virgin Books", 2007.
- Artículo "Mike Oldfield: I Am A Man of Extremes", por Helen Brown, The Telegraph, 7 de marzo de 2014.
- Artículo "Embracing Change: An Interview with Mike Oldfield", por Brad Sanders, "The Quietus", 2 de agosto de 2011.